# ウィリアム・フォックス (政治学者)

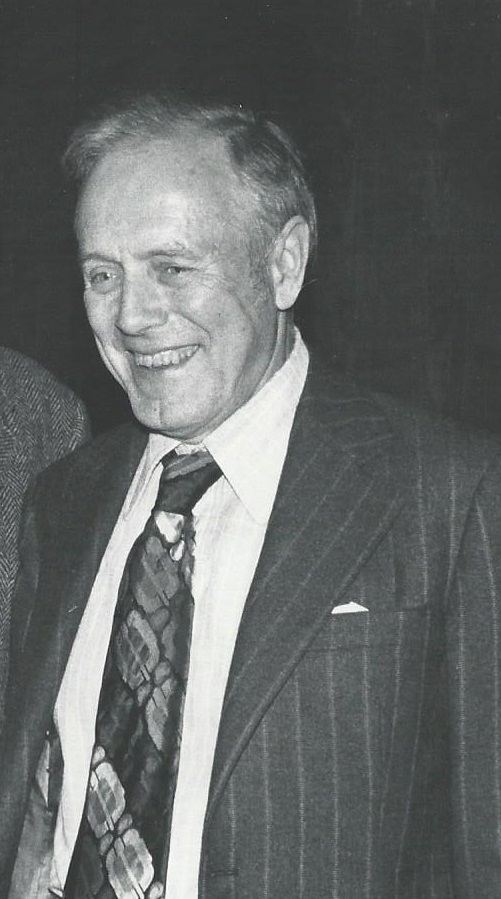
1984年頃のフォックス 。

ウィリアム・フォックス（英語: William Thornton Rickert Fox, 1912年1月12日 - 1988年10月24日）は、アメリカ合衆国の国際政治学者。専門は、アメリカ外交政策論。
シカゴ生まれ。1932年、ハバフォード大学卒業。シカゴ大学で修士号と博士号を取得。テンプル大学（1936-1941）、プリンストン大学（1941-1943）、エール大学（1943-1950）、コロンビア大学（1950-1980）で教鞭を執った。コロンビア大学戦争平和研究所の初代所長を務めた。
教え子にケネス・ウォルツやグレン・スナイダーらがいる。
1944年に出版した著書で、超大国（super power）の概念を提起したことで知られる。

## 著書

### 単著
- The Super-powers: the United States, Britain, and the Soviet Union--their Responsibility for Peace, (Harcourt, Brace, 1944).
- The American Study of International Relations: Essays, (University of South Carolina Press, 1968).
- A Continent Apart: the United States and Canada in World Politics, (University of Toronto Press, 1985).

### 共著
- NATO and the Range of American Choice, with Annette B. Fox, (Columbia University Press, 1967).

### 編著
- Theoretical Aspects of International Relations, (University of Notre Dame Press, 1959).

### 共編著
- European Security and the Atlantic System, co-edited with Warner R. Schilling, (Columbia University Press, 1973).